# Philodromus exilis
Philodromus exilis este o specie de păianjeni din genul Philodromus, familia Philodromidae, descrisă de Banks în anul 1892. Conform Catalogue of Life specia Philodromus exilis nu are subspecii cunoscute.